# Net kook
 Der er for få eller ingen kildehenvisninger i denne artikel, hvilket er et problem. Du kan hjælpe ved at angive troværdige kilder til de påstande, som fremføres i artiklen.

En net kook er en deltager i online-debatter, hvis holdninger på et aktuelt debatteret emne, kan være kraftigt afvigende fra normen eller den alment accepterede tolkning eller implikationer af disse. Net-kook'ens holdningstilkendegivelser eller diskurs behøver dog ikke at være hverken strengt kontroversiel eller skarpt i strid med almenkundskaben på et område, men blot udtrykt i forvirret eller væsentligt usammenhængende manér. 
Det er en regelmæssigt set egenskab ved "Kooks", at han eller hun tror sig mest vidende om det specifikke emne, der diskuteres i det aktuelle forum: Typisk hvad angår et videnskabeligt emne, hvis kompleksitet og vanskelige tilgang vedkommende har ringe begreb om. Dette giver sig så til udtryk i enten en total afvisning af alment accepterede slutninger af, for eksempel af Albert Einsteins almene relativitetsteori, eller andre af naturvidenskabens række af pionérer. 
En kook er ikke det samme som en "Troll" - hvor "trolls" aktive og med fuldt overlæg søger at provokere andre og at skabe uro og således er fuldt vidende om, at vedkommendes påstande kan være blankt falske eller groft kontroversielle, er en kook oprigtigt og næsten altid overbevist om, at han eller hun har ret, uden hensigt at provokere (omendt vedkommende sagtens selv kan blive provokeret over respons på sine udtalelser). Det er en tendens, at  "kooks" er sindslidende, hvilket er grobund for dennes usammenhængende engagement i debatter, eller i det hele taget eventuel tilgang til at lære om det eller de emner, der er aktuelle for de for vedkommende deltager i, og dette fører til, at det ofte er nytteløst at diskutere med vedkommende.  
Beskrivelse af andre som en net kook eller blot som kook, forekommer i ophedede debatter, hvor der er tale om en mere subjektiv vurdering eller provokation. 
"Kook" begrebet stammer oprindeligt fra USENET nyhedsgrupperne, et tekst debatforum fra før World Wide Web eksisterede, men er sidenhen tager i brug i alle online debatfora.